# استرونگ وینسنت
استرونگ وینسنت (انگلیسی: Strong Vincent; ۱۷ ژوئن ۱۸۳۷ – ۷ ژوئیهٔ ۱۸۶۳) فرد نظامی اهل ایالات متحده آمریکا بود.